# Simon Forstmeier
Simon Forstmeier (* 24. Januar 1973 in Darmstadt) ist ein deutscher Psychologe mit einer Professur für Entwicklungspsychologie und Klinische Psychologie der Lebensspanne an der Universität Siegen.

## Leben und Werdegang
Forstmeier studierte von 1994 bis 2001 das Fach Psychologie an der Technischen Universität Darmstadt. Das Studium beendete er im April 2001 als Diplom-Psychologe. Während seiner Studienzeit war er von 1997 bis 1998 Graduate Visiting Student an der University of Warwick. Von Mai 2001 bis März 2003 übernahm er eine Tätigkeit als Klinischer Psychologe in der Psychosomatischen Rehabilitationsklinik St. Franziska-Stift in Bad Kreuznach. Am Ausbildungsinstitut des Stiftes folgte von April 2002 bis Mai 2005 seine Ausbildung zum Psychologischen Psychotherapeuten.
Im Dezember 2004 wurde Simon Forstmeier an der Universität Trier promoviert. Im Mai 2005 erhielt er seine Approbation als Psychologischer Psychotherapeut beim Landesamt für Soziales, Jugend und Versorgung Rheinland-Pfalz. Von April 2005 bis Oktober 2005 war er Wissenschaftlicher Mitarbeiter im Fachbereich Psychologie, Klinische Psychologie und Psychotherapie an der Universität Trier. Danach arbeitete er bis August 2014 als Oberassistent am Psychologischen Institut, Psychopathologie und Klinische Intervention der Universität Zürich. Hier habilitierte sich Forstmeier im Januar 2013. Seit September 2014 ist Simon Forstmeier als Universitätsprofessor an der Universität Siegen tätig.

## Forschungsschwerpunkte
Forstmeier benennt u. a. die folgenden Forschungsschwerpunkte: Selbstregulation und Motivation in den Lebensspannen, experimentelle Forschung zur Reminiszenz, strukturierter Lebensrückblick sowie Biografiearbeit, klinische Gerontopsychologie, Alterspsychotherapie bei den Symptombildern Demenz, Traumafolgestörungen sowie Depressionen und schließlich Training volitionaler Kompetenzen. Über seine Forschungsergebnisse und über andere wissenschaftliche Tätigkeiten hat Forstmeier mit Stand vom 14. Mai 2024 in 108 Zeitschriftenartikeln berichtet.

## Veröffentlichungen (Auswahl)
- Zusammen mit Andreas Maercker: Probleme des Alterns. Hogrefe Verlag, Göttingen 2008, ISBN 978-3-8017-1987-6.
- Zusammen mit Andreas Maercker (Hrsg.): Der Lebensrückblick in Therapie und Beratung. Springer, Berlin 2013, ISBN 978-3-642-28198-3.
  - 2. Auflage: Simon Forstmeier, Andreas Maercker (Hrsg.): Der Lebensrückblick in Therapie und Beratung. Ansätze der Biografiearbeit, Reminiszenz und Lebensrückblicktherapie. Springer, Berlin 2024, ISBN 978-3-662-68076-6.
- Zusammen mit Hariet Kirschner, Bernhard Strauß: Das Lebensrückblickgespräch. Hintergründe, Wirkungsweise und praktische Anleitung. Psychosozial-Verlag, Gießen 2022, ISBN 978-3-8379-3195-2.

## Preise (Auswahl)
- 2008: Vontobel-Preis für Alter(n)sforschung der Vontobel-Stiftung[2]